# Елка Захариева
Елка Василева Захариева е потомствена българска художничка, график и илюстратор. 
Тя е единствено дете в семейството на проф. Васил Захариев и Алексадра Керекеш, от които е научена да има широк поглед към природата и планините. Родена в София на 15 септември 1928 г., учи в ІХ Софийска народна гимназия „Отец Паисий“ в същия град. През 1954 г. Елка Захариева завършва с отличие Висшия институт за изобразителни изкуства, специалност „Илюстрация“ при проф. Илия Бешков. Нейни творби се пазят в Историческия музей в Самоков заедно със значителен брой рисунки с молив, туш, въглен и флумастер.
През 1955 г. става асоцииран член на Съюза на българските художници. След като полага в него няколко десетилетия тя става редовен член на съюза през 1972 г. Участва в общи художествени изложби в България и чужбина. Интерес за нея представляват историческите български личности („Левски пред съда“, 1954) и събития и пейзажите, сред които е израснала. По-известни нейни творби са „Септември 1923“ рисувана през 1956 г., „Несебър“ и „Созопол“, съответно 1958 – 59 г. Елка Захариева има и няколко цикъла картини на битова и историческа тематика.

## Илюстратор
- Стъпов, Петър. Тайната на кораба „Пирин“.   София, Народна култура, 1956. с. 280. Архив на оригинала от 2025-02-22 в Wayback Machine.